# Tours préliminaires de la coupe de Belgique de football 1970-1971
Navigation
Édition précédente Édition suivante
Les tours préliminaires de la coupe de Belgique de football 1970-1971 sont toutes les rencontres disputées dans le cadre de la Coupe de Belgique avant l'entrée en lice des équipes de première et deuxième division. Ils se disputent en quatre tours, dont soixante-quatre équipes se qualifient pour la compétition proprement dite. Le premier tour est disputé uniquement par des équipes issues des séries provinciales, rejointes pour le deuxième tour par les équipes de Promotion puis au quatrième tour par les équipes de Division 3.
Attention en vertu du règlement, la division de référence d'un club pour désigner le tour auquel il débute l'épreuve est celle où il évolue pendant la saison « 69-70 ». Ceci induit que les promus de Promotion vers la D3 commencent au 2e tour alors que les relégués de D3 vers la Promotion n'entre en lice qu'au 4e. De même, un cercle montant de Division 3 en Division 2 joue le quatrième tour préliminaire mais que les relégués de D2 commencent aux 1/32e de finale. DANS CET ARTICLE, LES DIVISIONS INDIQUÉES EN REGARD DES CLUBS EST CELLE DANS LAQUELLE ILS ÉVOLUENT EN 1970-1971
Au total, ce sont 224 clubs qui sont engagés dans la compétition et 192 rencontres sont disputées sur l'ensemble des quatre tours. Ce deux chiffres sont théoriques selon qu'il n'y ait pas de désistement. Ainsi pour les tours préliminaires 70-71, il y a bien 224 équipes participent à au moins un des 192 matchs joués.

## Organisation de la compétition
Toutes les rencontres se jouent en un seul match, sur le terrain de la première équipe indiquée. En cas d'égalité, on dispute une première prolongation de 2x15 minutes. Si l'égalité subsiste, on joue une nouvelle prolongation de 2x7 minutes 30 secondes. Si la parité reste de mise, on procède à une séance de tirs au but.
Les équipes de Division 3 commencent au 4etour.

### Groupes géographiques
Les trois premiers tours sont joués par groupes géographiques (provinces/provinces limitrophes,...).
Les groupes sont composés majoritairement selon les critères suivants:
- Province d'Anvers - Province de Brabant
- Province d'Anvers - Province de Limbourg
- Province de Flandre occidentale - Province de Flandre orientale
- Province de Brabant - Province de Hainaut - Province de Namur
- Province de Liège - Province de Limbourg - Province de Luxembourg
- Province de Hainaut - Province de Namur - Province de Luxembourg
- Province de Liège - Province de Luxembourg - Province de Namur

## Participants
Au total, 224 équipes prennent part aux quatre premiers tours préliminaires. Le nombre de participants par province du nombre de qualifiés se fait en fonction du nombre de clubs affiliés à l'URBSFA.
| Tours    | Dates        | Equipes engagées | Nombre de matchs | Equipes qui débutent | Equipes exemptées |
| -------- | ------------ | ---------------- | ---------------- | -------------------- | ----------------- |
| 1er tour | 2 août 1970  | 128              | 64               | 128                  | 0                 |
| 2e tour  | 9 août 1970  | 128              | 64               | 64                   | 0                 |
| 3e tour  | 16 août 1970 | 64               | 32               | 0                    | 0                 |
| 4e tour  | 23 août 1970 | 64               | 32               | 32                   | 0                 |
| TOTAUX   |              | 224              | 192              | -                    | 0                 |

| Provinces                                                                                               | Abréviations | 1er tour + 2e tour | Clubs de Promotion (P) | Clubs de D3 (III) | Clubs de D2 (II) | TOTAUX |
| --- | ------------ | ------------------ | ---------------------- | ----------------- | ---------------- | ------ |
| | Total        | 118 +12            | 62                     | 30                | 2                | 224    |
| Province d'Anvers                                                                                       | p-Anv        | 14 +2              | 10                     | 10                | -                | 36     |
| Province de Brabant Région de Bruxelles-Capitale Province du Brabant flamand Province du Brabant wallon | p-Bbt        | 13 +2              | 11                     | 3                 | -                | 29     |
| Province de Flandre-Occidentale                                                                         | p-WVl        | 13 +2              | 7                      | 5                 | -                | 27     |
| Province de Flandre-Orientale                                                                           | p-OVl        | 13 +0              | 5                      | 3                 | -                | 21     |
| Province de Hainaut                                                                                     | p-Hai        | 14 +1              | 5                      | 2                 | 1                | 23     |
| Province de Liège                                                                                       | p-Liè        | 12 +1              | 7                      | 1                 | 1                | 22     |
| Province de Limbourg                                                                                    | p-Lim        | 13 +1              | 9                      | 4                 | -                | 27     |
| Province de Luxembourg                                                                                  | p-Lux        | 13 +3              | 4                      | 1                 | -                | 21     |
| Province de Namur                                                                                       | p-Nam        | 13 +0              | 4                      | 1                 | -                | 18     |

## Résultats des Trois premiers tours
Légende
|  | Clubs qualifiés pour le 2e tour |
|  | Clubs qualifiés pour le 3e tour |
|  | Clubs qualifiés pour le 4e tour |

: indique que le club a été relégué dans la division renseignée à la fin de la saison précédente
: indique que le club a été promu dans la division renseignée à la fin de la saison précédente
Tirs au but x-x = qualification acquise à la suite d'une séance de tirs au but (x-x= résultat, si ? résultat non connu).
« Toss »: qualification acquise après un tirage au sort (jet d'une pièce).
« ???? »: la raison de la qualification (tirs au but, toss,...) n'est connue avec certitude.

## Premier tour
Certaines équipes participantes ont gagné le droit de jouer en Promotion dans le championnat qui débute quelques semaines plus tard, mais elles sont toujours considérées comme « provinciales » et doivent donc entamer leur parcours au 1er tour.
- 128 équipes, 64 rencontres jouées le 2 août 1970.

| Dates      | Tour | N° | Visités                                 | Visiteurs                                       | Score final | Remarques |
| ---------- | ---- | -- | --------------------------------------- | ----------------------------------------------- | ----------- | --------- |
| 02/08/1970 | T1   | 1  | FC Mariekerke (p-Anv)                   | SV Hulshout (p-Anv)                             | 0-3         |           |
| 02/08/1970 | T1   | 2  | FC Broechem (p-Anv)                     | K. Sparta FC Zwijndrecht (p-Anv)                | 0-2         |           |
| 02/08/1970 | T1   | 3  | SK St-Paulus Opwijk (p-Bbt)             | K. Ramsel FC (p-Anv)                            | 2-3         |           |
| 02/08/1970 | T1   | 4  | K. VC Zuun (p-Bbt)                      | Rooms Katholieke VV DOSKO Baarle-Hertog (p-Anv) | 2-3         |           |
| 02/08/1970 | T1   | 5  | Markzonen Tollembeek (p-Bbt)            | K. FC Putte (p-Anv)                             | 0-0         | ???       |
| 02/08/1970 | T1   | 6  | R. CS Hallois (p-Bbt)                   | K. FC Verbroedering Arendonk (p-Anv)            | 2-4         |           |
| 02/08/1970 | T1   | 7  | K. FC Excelsior Vorst (p-Anv)           | FC Olympia Gent (p-OVl)                         | 2-2         | ???       |
| 02/08/1970 | T1   | 8  | SK s'Gravenwezel (p-A,v)                | K. SV Temse (p-OVl)                             | 4-1         |           |
| 02/08/1970 | T1   | 9  | FC Ezaart Sport Mol (p-Anv)             | R. Union Halloise (p-Bbt)                       | 0-2         |           |
| 02/08/1970 | T1   | 10 | Olympia FC Haacht (p-Bbt)               | VC Rotselaar (p-Bbt)                            | 2-0         |           |
| 02/08/1970 | T1   | 11 | Union St-Gillis Kumtich (p-Bbt)         | R. RC Boitsfort (p-BBt)                         | 0-2         |           |
| 02/08/1970 | T1   | 12 | R. Ruisbroek FC (p-Bbt)                 | FC Ninove (p-OVl)                               | 2-2         | ???       |
| 02/08/1970 | T1   | 13 | FC Flénu Sport (p-Hai)                  | R. Union Jemappienne (p-Hai)                    | 2-1         |           |
| 02/08/1970 | T1   | 14 | R. RC Péruwelz (p-Hai)                  | SC Lambusart (p-Hai)                            | 4-2         |           |
| 02/08/1970 | T1   | 15 | SC St-Vaast (p-Hai)                     | R. US Fleurusienne (p-Hai)                      | 1-2         |           |
| 02/08/1970 | T1   | 16 | R. Enghien Sports (p-Hai)               | R. Sporting Association Forchies (p-Hai)        | 1-1         | ???       |
| 02/08/1970 | T1   | 17 | R. Stade Brainois (p-Hai)               | FC Chièvres '69(p-Hai)                          | 6-0         |           |
| 02/08/1970 | T1   | 18 | R. SC Wasmes (p-Hai)                    | R. FC Hautrage (p-Hai)                          | 2-0         |           |
| 02/08/1970 | T1   | 19 | K. Vilvoorde FC (p-Bbt)                 | Union Momalloise (p-Liè)                        | 2-4         |           |
| 02/08/1970 | T1   | 20 | R. CS Stavelotain (p-Liè)               | K; CS Machelen (p-Bbt)                          | 4-0         |           |
| 02/08/1970 | T1   | 21 | FC Hollogne (p-Liè)                     | Battice FC (p-Liè)                              | 1-2         |           |
| 02/08/1970 | T1   | 22 | JS Villersoise (p-Liè)                  | Aubel FC (p-Liè)                                | 1-0         |           |
| 02/08/1970 | T1   | 23 | R. Union Hutoise FC (p-Liè)             | R. Alliance Clavinoise SC (p-Liè)               | 6-2         |           |
| 02/08/1970 | T1   | 24 | R. FC Union La Calamine (p-Liè)         | VV Hamontlo (p-Lim)                             | 3-3         | ???'      |
| 02/08/1970 | T1   | 25 | R. CS Visétois (p-Liè)                  | Bokrijk Sport (p-Lim)                           | 1-0         |           |
| 02/08/1970 | T1   | 26 | Verbroedering Mechelen a/d Maas (p-Lim) | Eendracht Gerhees Oostham (p-Lim)               | 1-2         |           |
| 02/08/1970 | T1   | 27 | Sporting Alken (p-Lim)                  | Verbroedering Waterloos Neeroeteren (p-Lim)     | 3-3         | ???       |
| 02/08/1970 | T1   | 28 | Rapid Spouwen (p-Lim)                   | Rapid Schulen (p-Lim)                           | 4-0         |           |
| 02/08/1970 | T1   | 29 | Diepenbeek VV (p-Lim)                   | Sporting Houthalen (p-Lim)                      | 4-2         |           |
| 02/08/1970 | T1   | 30 | Bilzerse VV (p-Lim)                     | K. Daring Club Leuven(-P)                       | 1-0         |           |
| 02/08/1970 | T1   | 31 | Overpeltse VV (p-Liml)                  | SRU Verviers (-P)                               | 1-1         | ???       |
| 02/08/1970 | T1   | 32 | VV Nieuwerkerken (p-Lim)                | R. RC Stockay-Warfusée (-P)                     | 5-3         |           |
| 02/08/1970 | T1   | 33 | Entente FC Marche (p-Lux)               | Entente Bertrigeoise (p-Lux)                    | 4-2         |           |
| 02/08/1970 | T1   | 34 | RC St-Hubert (p-Lux)                    | Léopold Club Warmifontaine (p-Lux)              | 1-0         |           |
| 02/08/1970 | T1   | 35 | R. Etoile Sportive Aubange (p-Lux)      | Entente Régionale FC Manhay (p-Lux)             | 2-2         | ???       |
| 02/08/1970 | T1   | 36 | Union St-Louis de St-Léger (p-Lux)      | Entente Sportive Mussonnaise (p-Lux)            | 2-0         |           |
| 02/08/1970 | T1   | 37 | Entente Hesbignonne Bierwart (p-Nam)    | R. US Bérimesnil(p-Lux)                         | 0-2         |           |
| 02/08/1970 | T1   | 38 | R. Société Sportive Salmienne (p-Lux)   | FC Meux (p-Nalm)                                | 2-1         |           |
| 02/08/1970 | T1   | 39 | FC Grand-Leez (p-Nam)                   | Entente Sportive Champlonaise (p-Lux)           | 2-3         |           |
| 02/08/1970 | T1   | 40 | JS Onhaye (p-Nam)                       | CS Vielsalm (p-Lux)                             | 3-1         |           |
| 02/08/1970 | T1   | 41 | Etoile Sportive Vezinoise (p-Nam)       | FC de Winenne (p-Nam)                           | 1-4         |           |
| 02/08/1970 | T1   | 42 | R. Léopold Club Walcourt (p-Nam)        | FC Miécret (p-Nam)                              | 4-0         |           |
| 02/08/1970 | T1   | 43 | Gembloux Sport (p-Nam)                  | RC Havelange (p-Nam)                            | 5-1         |           |
| 02/08/1970 | T1   | 44 | UBS Auvelais (p-Nam)                    | Red Star Forvillois (p-)                        | 2-0         |           |
| 02/08/1970 | T1   | 45 | R. CS Andennais (p-Nam)                 | Jeunesse Rochefortoise FC (-P)                  | 3-1         |           |
| 02/08/1970 | T1   | 46 | K. AV Dendermonde (p-OVl)               | K. FC Lentezon Beerse (p-Anv)                   | 4-0         |           |
| 02/08/1970 | T1   | 47 | FC Sporting St-Gillis/Waas (p-OVl)      | SK Kasterlee (p-Anv)                            | 2-1         |           |
| 02/08/1970 | T1   | 48 | R. CS Brainois (p-Bbt)                  | SK Aalst (p-OVl)                                | 0-4         |           |
| 02/08/1970 | T1   | 49 | K. SK Geraardsbergen (p-OVl)            | FC Niederbrakel (p-OVl)                         | 3-5         |           |
| 02/08/1970 | T1   | 50 | R. FC Renaisien (p-OVl)                 | FC Gerda St-Niklaas/Waas (p-OVl)                | 1-3         |           |
| 02/08/1970 | T1   | 51 | SK De Jeugd Lovendegem (p-OVl)          | FC Sparta Petegem (p-OVl)                       | 1-1         | ???       |
| 02/08/1970 | T1   | 52 | Cappellen FC KM (-P)                    | Immer-Voort FC Voortkapel (p-Anv)               | 6-1         |           |
| 02/08/1970 | T1   | 53 | R. Dolhain FC (p-Liè)                   | K. Humbeek FC (-P)                              | 2-3         |           |
| 02/08/1970 | T1   | 54 | R. Prayon FC(p-Liè)                     | Zonhoven V&V (-P)                               | 0-5         |           |
| 02/08/1970 | T1   | 55 | R. US Louftémont (-P)                   | Olympic Harre (p-Lux)                           | 5-0         |           |
| 02/08/1970 | T1   | 56 | FC Denderleeuw (-P)                     | K. FC Eeklo (p-OVl)                             | 1-0         |           |
| 02/08/1970 | T1   | 57 | SV Diksmuide(-P)                        | SK Steenbrugge (p-WVl)                          | 10-1        |           |
| 02/08/1970 | T1   | 58 | Entente Sportive Acrenoise (p-Hai)      | K. FC Kuurne Sport (p-WVl)                      | 0-3         |           |
| 02/08/1970 | T1   | 59 | Stormvogels Loppem(p-WVl)               | JS Fontainoise (p-Hai)                          | 7-0         |           |
| 02/08/1970 | T1   | 60 | K. SV Blankenberge (p-WVl)              | K. FC Poperinge (p-WVl)                         | 3-1         |           |
| 02/08/1970 | T1   | 61 | FC De Toekomst Menen (p-WVl)            | White Star Ieper (p-WVl)                        | 1-6         |           |
| 02/08/1970 | T1   | 62 | K. Blue Star Avelgem (p-WVl)            | R. Knokke FC (p-WVl)                            | 2-2         | ???       |
| 02/08/1970 | T1   | 63 | Eendracht Wervik (p-WVl)                | VC St-Eloois-Winkel Sport (p-WVl)               | 0-1         |           |
| 02/08/1970 | T1   | 64 | Sportverbroedering Moorsele (p-WVl)     | R. Dottignies Sports (p-WVl)                    | 1-2         |           |

## Deuxième tour
Lors de ce deuxième tour, entrée en lice des clubs évoluant dans les séries de Promotion lors de la saison précédente.
Certaines équipes ont soit été promues en Division 3, ou soit reléguées en séries provinciales, mais elles sont toujours considérées comme « promotionnaires » et doivent entrer en lice lors de ce 2e tour.
- 128 équipes, 64 rencontres jouées le 9 août 1970.

| Dates      | Tour | N° | Visités                               | Visiteurs                                       | Score final | Remarques |
| ---------- | ---- | -- | ------------------------------------- | ----------------------------------------------- | ----------- | --------- |
| 09/08/1970 | T2   | 1  | K. FC Excelsior Vorst (p-Anv)         | FC Itegem(-p-Anv)                               | 1-0         |           |
| 09/08/1970 | T2   | 2  | K. FC Verbroedering Arendonk (p-Anv)  | VC De Leeuwkens Teralfene (-p-Bbt)              | 5-0         |           |
| 09/08/1970 | T2   | 3  | K. Ramsel FC (p-Anv)                  | K. SV Oudenaarde (-III)                         | 2-1         |           |
| 09/08/1970 | T2   | 4  | SK s'Gravenwezel (p-A,v)              | K. FC Duffel (P)                                | 3-1         |           |
| 09/08/1970 | T2   | 5  | FC Heist Sportief (P)                 | K. Sparta FC Zwijndrecht (p-Anv)                | 1-1         | ???       |
| 09/08/1970 | T2   | 6  | R. Ruisbroek FC (p-Bbt)               | K. FC Verbroedering Geel (-p-Anv)               | 1-0         |           |
| 09/08/1970 | T2   | 7  | Olympia FC Haacht (p-Bbt)             | K. FC Moedige Duivels Halen (-p-Lim)            | 2-0         |           |
| 09/08/1970 | T2   | 8  | FC Sparta Petegem (p-OVl)             | K. FC Dessel Sport (-III)                       | 1-6         |           |
| 09/08/1970 | T2   | 9  | R. RC Boitsfort (p-BBt)               | K. SK Tongeren (-III)                           | 0-7         |           |
| 09/08/1970 | T2   | 10 | R. Société Sportive Salmienne (p-Lux) | Léopold Club Bastogne (-III)                    | 0-2         |           |
| 09/08/1970 | T2   | 11 | K. Vereniging CS Ieper (P)            | R. SC Wasmes (p-Hai)                            | 1-2         |           |
| 09/08/1970 | T2   | 12 | R. JS Bas-Oha (-p-Liè)                | Union St-Louis de St-Léger (p-Lux)              | 5-0         |           |
| 09/08/1970 | T2   | 13 | JS Villersoise (p-Liè)                | K. Stade Leuven (P)                             | 4-2         |           |
| 09/08/1970 | T2   | 14 | R. Alliance Melen-Micheroux (P)       | Battice FC (p-Liè)                              | 1-1         | ???       |
| 09/08/1970 | T2   | 15 | K. Olympia SC Wijgmaal (P)            | Diepenbeek VV (p-Lim)                           | 1-2         |           |
| 09/08/1970 | T2   | 16 | K. FC Lommelse SK (P)                 | Bilzerse VV (p-Lim)                             | 1-1         | ???       |
| 09/08/1970 | T2   | 17 | Entente Sportive Champlonaise (p-Lux) | R. CS Halanzy (-p-Lux)                          | 1-3         |           |
| 09/08/1970 | T2   | 18 | R. SC Athusien (-p-Lux)               | Entente FC Marche (p-Lux)                       | 1-4         |           |
| 09/08/1970 | T2   | 19 | Bomal FC (-p-Lux)                     | R. US Louftémont (-P)                           | 2-1         |           |
| 09/08/1970 | T2   | 20 | R. Etoile Sportive Aubange (p-Lux)    | R. UW Ciney (P)                                 | 2-1         |           |
| 09/08/1970 | T2   | 21 | JS Onhaye (p-Nam)                     | Racing Athletic Florenvillois (P)               | 2-1         |           |
| 09/08/1970 | T2   | 22 | SV Hulshout (p-Anv)                   | FC Verbroedering Meerhout (P)                   | 0-1         |           |
| 09/08/1970 | T2   | 23 | K. Tubantia Borgerhout FC (P)         | FC Niederbrakel (p-OVl)                         | 2-1         |           |
| 09/08/1970 | T2   | 24 | SK Aalst (p-OVl)                      | K. Hoboken SK (P)                               | 1-1         | ???       |
| 09/08/1970 | T2   | 25 | K. AV Dendermonde (p-OVl)             | Hoogstraten VV (P)                              | 1-2         |           |
| 09/08/1970 | T2   | 26 | K. FC De Sportvrienden Nijlen (P)     | Cappellen FC KM (-P)                            | 1-0         |           |
| 09/08/1970 | T2   | 27 | FC Denderleeuw (-P)                   | K. Wezel Sport FC (P)                           | 1-1         | ???       |
| 09/08/1970 | T2   | 28 | R. SCUP Jette (P)                     | FC Flénu Sport (p-Hai)                          | 3-1         |           |
| 09/08/1970 | T2   | 29 | Eendracht Gerhees Oostham (p-Lim)     | K. SC Grimbergen (P)                            | 1-2         |           |
| 09/08/1970 | T2   | 30 | K. St-Genesius-Rode Sport (P)         | R. US Bérimesnil(p-Lux)                         | 5-0         |           |
| 09/08/1970 | T2   | 31 | UBS Auvelais (p-Nam)                  | R. Wavre Sport (P)                              | 0-1         |           |
| 09/08/1970 | T2   | 32 | K. Hoger-Op Merchtem (P)              | FC Gerda St-Niklaas/Waas (p-OVl)                | 4-3         |           |
| 09/08/1970 | T2   | 33 | FC Overijse (P)                       | K. Humbeek FC (-P)                              | 2-0         |           |
| 09/08/1970 | T2   | 34 | Stormvogels Loppem(p-WVl)             | R. US Tournaisienne (P)                         | 3-6         |           |
| 09/08/1970 | T2   | 35 | White Star Ieper (p-WVl)              | Bosquetia FC Frameries (P)                      | 1-1         | ???       |
| 09/08/1970 | T2   | 36 | VC St-Eloois-Winkel Sport (p-WVl)     | R. US Lessinoise (P)                            | 0-1         |           |
| 09/08/1970 | T2   | 37 | R. CS Visétois (p-Liè)                | R. Fléron FC (P)                                | 0-3         |           |
| 09/08/1970 | T2   | 38 | R. Blégny FC (P)                      | R. FC Union La Calamine (p-Liè)                 | 2-0         |           |
| 09/08/1970 | T2   | 39 | Rapid Spouwen (p-Lim)                 | AS Herstalienne SR (P)                          | 0-7         |           |
| 09/08/1970 | T2   | 40 | R. Herve FC (P)                       | Overpeltse VV (p-Liml)                          | 3-1         |           |
| 09/08/1970 | T2   | 41 | R. Stade Waremmien FC (P)             | VV Nieuwerkerken (p-Lim)                        | 0-0         | ???       |
| 09/08/1970 | T2   | 42 | US Ferrières (P)                      | R. CS Andennais (p-Nam)                         | 5-1         |           |
| 09/08/1970 | T2   | 43 | Voorwaarts Tienen (-p-Bbt)            | Zonhoven V&V (-P)                               | 1-4         |           |
| 09/08/1970 | T2   | 44 | Union Momalloise (p-Liè)              | K. VV Looi Sport Tessenderlo (P)                | 2-2         | ???       |
| 09/08/1970 | T2   | 45 | R. CS Stavelotain (p-Liè)             | Hoeselt VV (P)                                  | 1-2         |           |
| 09/08/1970 | T2   | 46 | R. Union Hutoise FC (p-Liè)           | K. Helzold FC (P)                               | 0-1         |           |
| 09/08/1970 | T2   | 47 | Sporting Alken (p-Lim)                | K. Bree SK (P)                                  | 0-3         |           |
| 09/08/1970 | T2   | 48 | Gembloux Sport (p-Nam)                | R. Jeunesse Arlonaise (P)                       | 1-5         |           |
| 09/08/1970 | T2   | 49 | R. Excelsior Virton (P)               | FC de Winenne (p-Nam)                           | 2-1         |           |
| 09/08/1970 | T2   | 50 | RC St-Hubert (p-Lux)                  | R. Entente Sportive Jamboise (P)                | 1-2         |           |
| 09/08/1970 | T2   | 51 | R. Léopold Club Walcourt (p-Nam)      | R. Dinant FC (P)                                | 0-6         |           |
| 09/08/1970 | T2   | 52 | R. RC Gent (P)                        | K. FC Putte (p-Anv)                             | 3-0         |           |
| 09/08/1970 | T2   | 53 | K. SC Lokeren (P)                     | Rooms Katholieke VV DOSKO Baarle-Hertog (p-Anv) | 4-1         |           |
| 09/08/1970 | T2   | 54 | SK Lebbeke (P)                        | R. Union Halloise (p-Bbt)                       | 10-1        |           |
| 09/08/1970 | T2   | 55 | K. FC Eendracht Zele (P)              | FC Sporting St-Gillis/Waas (p-OVl)              | 1-0         |           |
| 09/08/1970 | T2   | 56 | K. FC Izegem (P)                      | R. Stade Brainois (p-Hai)                       | 1-0         |           |
| 09/08/1970 | T2   | 57 | SK Gullegem (P)                       | R. Sporting Association Forchies (p-Hai)        | 3-0         |           |
| 09/08/1970 | T2   | 58 | SV Diksmuide(-P)                      | R. SC Boussu-Bois,(P)                           | 2-2         | ???       |
| 09/08/1970 | T2   | 59 | K. FC Torhout (P)                     | R. Knokke FC (p-WVl)                            | 1-0         |           |
| 09/08/1970 | T2   | 60 | K. Stade Kortrijk (-p-WVl)            | R. US Fleurusienne (p-Hai)                      | 4-2         |           |
| 09/08/1970 | T2   | 61 | K. FC Kuurne Sport (p-WVl)            | R. FC Houdinois (-p-Hai)                        | 2-1         |           |
| 09/08/1970 | T2   | 62 | R. RC Péruwelz (p-Hai)                | FC Sportverbroedering Wevelgem (-p-WVl)         | 1-3         |           |
| 09/08/1970 | T2   | 63 | R. Uccle Sport (P)                    | R. Dottignies Sports (p-WVl)                    | 2-3         |           |
| 09/08/1970 | T2   | 64 | K. SV Blankenberge (p-WVl)            | K. FC Meulebeke (P)                             | 3-1         |           |

## Troisième tour
Ce 3e tour ne concerne que les 64 rescapés du 2e tour. Il s'agit de 3 clubs de Division 3, 38 de Promotion et 23 clubs Provinciaux.
| Provinces                                                                                               | Clubs provinciaux | Clubs de Promotion | Clubs de Division 3 | Totaux |
| --- | ----------------- | ------------------ | ------------------- | ------ |
| Totaux par division                                                                                     | 23                | 38                 | 3                   | 64     |
| Province d'Anvers                                                                                       | 5                 | 6                  | 1                   | 12     |
| Province de Brabant Région de Bruxelles-Capitale Province du Brabant flamand Province du Brabant wallon | 2                 | 6                  | 0                   | 8      |
| Province de Flandre-Occidentale                                                                         | 5                 | 4                  | 0                   | 9      |
| Province de Flandre-Orientale                                                                           | 0                 | 4                  | 0                   | 4      |
| Province de Hainaut                                                                                     | 1                 | 3                  | 0                   | 4      |
| Province de Liège                                                                                       | 3                 | 6                  | 0                   | 9      |
| Province de Limbourg                                                                                    | 2                 | 5                  | 1                   | 8      |
| Province de Luxembourg                                                                                  | 4                 | 2                  | 1                   | 7      |
| Province de Namur                                                                                       | 1                 | 2                  | 0                   | 3      |

- 64 équipes, 32 rencontres jouées le 16 août 1970 (sauf 9 avancées au 15)

| Dates      | Tour | N° | Visités                              | Visiteurs                               | Score final | Remarques                         |
| ---------- | ---- | -- | ------------------------------------ | --------------------------------------- | ----------- | --------------------------------- |
| 15/08/1970 | T3   | 1  | K. Sparta FC Zwijndrecht (p-Anv)     | K. Ramsel FC (p-Anv)                    | 0-1         |                                   |
| 15/08/1970 | T3   | 2  | K. FC Excelsior Vorst (p-Anv)        | K. Wezel Sport FC (P)                   | 1-1         | ???                               |
| 15/08/1970 | T3   | 3  | Hoogstraten VV (P)                   | SK s'Gravenwezel (p-A,v)                | 1-2         |                                   |
| 15/08/1970 | T3   | 4  | R. Ruisbroek FC (p-Bbt)              | K. Hoger-Op Merchtem (P)                | 2-2         | ???                               |
| 15/08/1970 | T3   | 5  | Olympia FC Haacht (p-Bbt)            | R. Fléron FC (P)                        | 1-1         | ???                               |
| 15/08/1970 | T3   | 6  | SK Lebbeke (P)                       | K. FC Dessel Sport (-III)               | 2-2         | ???                               |
| 15/08/1970 | T3   | 7  | FC Overijse (P)                      | K. SK Tongeren (-III)                   | 0-2         |                                   |
| 15/08/1970 | T3   | 8  | Léopold Club Bastogne (-III)         | US Ferrières (P)                        | 1-0         |                                   |
| 15/08/1970 | T3   | 9  | JS Onhaye (p-Nam)                    | Bomal FC (-p-Lux)                       | 1-2         |                                   |
| 16/08/1970 | T3   | 10 | K. Hoboken SK (P)                    | K. Tubantia Borgerhout FC (P)           | 2-1         |                                   |
| 16/08/1970 | T3   | 11 | K. FC Eendracht Zele (P)             | FC Verbroedering Meerhout (P)           | 1-1         | ??? - jouée à la Dendermondsebaan |
| 16/08/1970 | T3   | 12 | K. St-Genesius-Rode Sport (P)        | R. Etoile Sportive Aubange (p-Lux)      | 4-0         |                                   |
| 16/08/1970 | T3   | 13 | R. US Tournaisienne (P)              | R. SCUP Jette (P)                       | 2-1         |                                   |
| 16/08/1970 | T3   | 14 | Bosquetia FC Frameries (P)           | K. FC Torhout (P)                       | 3-2         |                                   |
| 16/08/1970 | T3   | 15 | R. US Lessinoise (P)                 | SV Diksmuide (-P)                       | 2-0         |                                   |
| 16/08/1970 | T3   | 16 | R. Herve FC (P)                      | Bilzerse VV (p-Lim)                     | 2-0         |                                   |
| 16/08/1970 | T3   | 17 | R. Stade Waremmien FC (P)            | K. SC Grimbergen (P)                    | 3-1         |                                   |
| 16/08/1970 | T3   | 18 | R. Blégny FC (P)                     | AS Herstalienne SR (P)                  | 1-0         |                                   |
| 16/08/1970 | T3   | 19 | Zonhoven V&V (-P)                    | Battice FC (p-Liè)                      | 2-0         |                                   |
| 16/08/1970 | T3   | 20 | JS Villersoise (p-Liè)               | K. VV Looi Sport Tessenderlo (P)        | 0-2         |                                   |
| 16/08/1970 | T3   | 21 | K. Helzold FC (P)                    | Diepenbeek VV (p-Lim)                   | 6-0         |                                   |
| 16/08/1970 | T3   | 22 | Hoeselt VV (P)                       | K. Bree SK (P)                          | 2-0         |                                   |
| 16/08/1970 | T3   | 23 | R. CS Halanzy (-p-Lux)               | R. Excelsior Virton (P)                 | 0-2         |                                   |
| 16/08/1970 | T3   | 24 | R. Jeunesse Arlonaise (P)            | 2-1                                     |             |                                   |
| 16/08/1970 | T3   | 25 | R. Entente Sportive Jamboise (P)     | R. JS Bas-Oha (-p-Liè)                  | 3-1         |                                   |
| 16/08/1970 | T3   | 26 | Entente FC Marche (p-Lux)            | R. Dinant FC (P)                        | 0-5         |                                   |
| 16/08/1970 | T3   | 27 | K. FC Verbroedering Arendonk (p-Anv) | R. RC Gent (P)                          | 1-1         | ???                               |
| 16/08/1970 | T3   | 28 | K. FC De Sportvrienden Nijlen (P)    | K. SC Lokeren (P)                       | 0-3         |                                   |
| 16/08/1970 | T3   | 29 | SK Gullegem (P)                      | K. FC Izegem (P)                        | 2-1         |                                   |
| 16/08/1970 | T3   | 30 | R. SC Wasmes (p-Hai)                 | FC Sportverbroedering Wevelgem (-p-WVl) | 1-1         | ???                               |
| 16/08/1970 | T3   | 31 | K. SV Blankenberge (p-WVl)           | K. FC Kuurne Sport' (p-WVl)             | 2-1         |                                   |
| 16/08/1970 | T3   | 32 | R. Dottignies Sports (p-WVl)         | K. Stade Kortrijk (-p-WVl)              | 1-0         |                                   |

## Quatrième tour
Lors de ce quatrième tour, entrée en lice des clubs évoluant dans les séries de Division 3 lors de la saison précédente. Les 32 rescapés des trois premiers tours sont 3 clubs de Division 3, 20 de Promotion et 9 Provinciaux. À ces cercles s'ajoutent 26 équipes de D3, 2 cercles de D2 (les promus de D3 à la fin de la saison précédente) et 4 équipes de Promotion (les relégués de D3 de la fin de la saison précédente).
| Provinces                                                                                               | Clubs provinciaux | Clubs de Promotion | Clubs de Division 3 | Clubs de Division 2 | Totaux |
| --- | ----------------- | ------------------ | ------------------- | ------------------- | ------ |
| Totaux par division                                                                                     | 9                 | 24                 | 29                  | 2                   | 64     |
| Province d'Anvers                                                                                       | 3                 | 3                  | 10                  | x                   | 16     |
| Province de Brabant Région de Bruxelles-Capitale Province du Brabant flamand Province du Brabant wallon | 2                 | 1                  | 3                   | -                   | 6      |
| Province de Flandre-Occidentale                                                                         | 3                 | 2                  | 5                   | -                   | 10     |
| Province de Flandre-Orientale                                                                           | 0                 | 2                  | 2                   | -                   | 4      |
| Province de Hainaut                                                                                     | 0                 | 4                  | 2                   | 2                   | 8      |
| Province de Liège                                                                                       | 0                 | 4                  | 1                   | 1                   | 6      |
| Province de Limbourg                                                                                    | 0                 | 4                  | 4                   | -                   | 8      |
| Province de Luxembourg                                                                                  | 1                 | 2                  | 1                   | -                   | 4      |
| Province de Namur                                                                                       | 0                 | 2                  | 1                   | -                   | 3      |

|  | Clubs des séries provinciales qualifiés pour le 5e tour (1/32e de finale) |  | Clubs de Promotion qualifiés pour le 5e tour (1/32e de finale)  |
|  | Clubs de Division 3 qualifiés pour le 5e tour (1/32e de finale)           |  | Clubs de Division 2 qualifiés pour le 5e tour (1/32e de finale) |

: indique que le club a été relégué dans la division renseignée à la fin de la saison précédente
: indique que le club a été promu dans la division renseignée à la fin de la saison précédente
Tirs au but x-x = qualification acquise à la suite d'une séance de tirs au but (x-x= résultat, si ? résultat non connu).
« Toss »: qualification acquise après un tirage au sort (jet d'une pièce).
« ???? »: la raison de la qualification (tirs au but, toss, ...) n'est pas connue avec certitude.
- 64 équipes, 32 rencontres jouées le 23 août 1970.

| Dates      | Tour | N° | Visités                               | Visiteurs                               | Score final | Remarques                                                |
| ---------- | ---- | -- | ------------------------------------- | --------------------------------------- | ----------- | -------------------------------------------------------- |
| 23/08/1970 | T4   | 1  | R. Ruisbroek FC (p-Bbt)               | R. AA Louviéroise (-II)                 | 1-2         |                                                          |
| 23/08/1970 | T4   | 2  | AS Eupen (-II)                        | FC Verbroedering Meerhout (P)           | 2-0         |                                                          |
| 23/08/1970 | T4   | 3  | K. Lyra (III)                         | K. FC Excelsior Vorst (p-Anv)           | 1-0         |                                                          |
| 23/08/1970 | T4   | 4  | SK s'Gravenwezel (p-A,v)              | K. SC Maccabi Voetbal Antwerp (III)     | 1-3         |                                                          |
| 23/08/1970 | T4   | 5  | VC Westerlo (III)                     | K. St-Genesius-Rode Sport (P)           | 2-1         |                                                          |
| 23/08/1970 | T4   | 6  | K. FC Dessel Sport (-III)             | R. Racing FC Montegnée (-P)             | 4-1         |                                                          |
| 23/08/1970 | T4   | 7  | R. Stade Waremmien FC (P)             | Witgoor Sport Dessel (III)              | 0-2         |                                                          |
| 23/08/1970 | T4   | 8  | K. Boom FC (III)                      | K. VV Looi Sport Tessenderlo (P)        | 3-1         |                                                          |
| 23/08/1970 | T4   | 9  | Léopold Club Bastogne (-III)          | R. CS La Forestoise (III)               | 1-2         |                                                          |
| 23/08/1970 | T4   | 10 | Racing Jet de Bruxelles (III)         | Bosquetia FC Frameries (P)              | 1-0         |                                                          |
| 23/08/1970 | T4   | 11 | R. Blégny FC (P)                      | RC Tirlemont (III)                      | 1-1         | Tirs au but ? - Réclamation de Blégny (voir ci-dessous)1 |
| 23/08/1970 | T4   | 12 | R. Excelsior Mouscron (III)           | R. Excelsior Virton (P)                 | 1-1         | ???                                                      |
| 23/08/1970 | T4   | 13 | R. Dottignies Sports (p-WVl)          | R. AEC Mons (III)                       | 1-4         |                                                          |
| 23/08/1970 | T4   | 14 | Bomal FC (-p-Lux)                     | R. FC Sérésien (III)                    | 1-1         | ???                                                      |
| 23/08/1970 | T4   | 15 | K. SK Tongeren (-III)                 | K. FC Herentals (III)                   | 5-1         |                                                          |
| 23/08/1970 | T4   | 16 | R. US Lessinoise (P)                  | V&V Overpelt-Fabriek (III)              | 0-3         |                                                          |
| 23/08/1970 | T4   | 17 | K. SC Hasselt (III)                   | R. Dinant FC (P)                        | 4-0         |                                                          |
| 23/08/1970 | T4   | 18 | K. FC Winterslag (III)                | R. RC Gent (P)                          | 2-0         |                                                          |
| 23/08/1970 | T4   | 19 | R. Entente Sportive Jamboise (P)      | UR Namur (III)                          | 1-3         |                                                          |
| 23/08/1970 | T4   | 20 | K. FC Vigor Hamme (III)               | Olympia FC Haacht (p-Bbt)               | 2-1         |                                                          |
| 23/08/1970 | T4   | 21 | K. Hoboken SK (P)                     | K. SC Eendracht Aalst (III)             | 0-2         |                                                          |
| 23/08/1970 | T4   | 22 | K. SK Roeselare (III)                 | R. US Tournaisienne (P)                 | 2-1         |                                                          |
| 23/08/1970 | T4   | 23 | K. SC Lokeren (P)                     | K. SC Menen (III)                       | 1-1         | ???                                                      |
| 23/08/1970 | T4   | 24 | SK Gullegem (P)                       | K. Kortrijk Sport (III)                 | 0-4         |                                                          |
| 23/08/1970 | T4   | 25 | K. White Star Club Lauwe (III)        | FC Sportverbroedering Wevelgem (-p-WVl) | 1-0         |                                                          |
| 23/08/1970 | T4   | 26 | K. AC&V Brasschaat (-P)               | R. Herve FC (P)                         | 2-0         |                                                          |
| 23/08/1970 | T4   | 27 | K. Helzold FC (P)                     | K. OLSE Merksem SC (III)                | 1-0         |                                                          |
| 23/08/1970 | T4   | 28 | K. Willebroekse SV (III)              | Hoeselt VV (P)                          | 1-1         | ???                                                      |
| 23/08/1970 | T4   | 29 | R. Ass. Marchiennoise des Sports (-P) | Zonhoven V&V (-P)                       | 1-1         | ???                                                      |
| 23/08/1970 | T4   | 30 | R. Jeunesse Arlonaise (P)             | Puurs Excelsior FC (III)                | 1-0         |                                                          |
| 23/08/1970 | T4   | 31 | VC Zwevegem Sport (-P)                | K. Ramsel FC (p-Anv)                    | 2-1'        |                                                          |
| 23/08/1970 | T4   | 32 | K. VG Oostende (III)                  | K. SV Blankenberge (p-WVl)              | 0-0         | ???                                                      |

1 Le R. Blégny FC dépose réclamation à la suite des tirs au but à l'issue de son match au R. RC Tirlemont, car le joueur local Huyghebaert a botté un des essais de son équipe, alors qu'il était "réserviste non monté au jeu". Réglementairement ce joueur était qualifié pour botter. Toutefois Tirlemont devait en avertir l'arbitre mais ce ne fut pas le cas. Blégny obtient gain de cause, mais comme le règlement fédéral ne prévoit pas de perte de point, Tirlemont reste qualifié !

## Bilan des Tours préliminaires
Toutes les provinces sont encore représentées. Un seul club provincial et six Promotionnaires se hissent en trente-deuxièmes de finale.
| Provinces                                                                                               | Clubs provinciaux | Clubs de Promotion | Clubs de Division 3 | Clubs de Division 2 | Totaux |
| --- | ----------------- | ------------------ | ------------------- | ------------------- | ------ |
| Totaux par division                                                                                     | 1                 | 6                  | 23                  | 2                   | 32     |
| Province d'Anvers                                                                                       | 0                 | 1                  | 6                   | -                   | 7      |
| Province de Brabant Région de Bruxelles-Capitale Province du Brabant flamand Province du Brabant wallon | 0                 | 0                  | 3                   | -                   | 3      |
| Province de Flandre-Occidentale                                                                         | 1                 | 1                  | 4                   | -                   | 6      |
| Province de Flandre-Orientale                                                                           | 0                 | 0                  | 2                   | -                   | 2      |
| Province de Hainaut                                                                                     | 0                 | 0                  | 2                   | 1                   | 3      |
| Province de Liège                                                                                       | 0                 | 0                  | 1                   | 1                   | 2      |
| Province de Limbourg                                                                                    | 0                 | 3                  | 4                   | -                   | 7      |
| Province de Luxembourg                                                                                  | 0                 | 1                  | 0                   | -                   | 1      |
| Province de Namur                                                                                       | 0                 | 0                  | 1                   | -                   | 1      |